# Lipovnok
Lipovnok (szlovákul Lipovník) község Szlovákiában, a Nyitrai kerület Nagytapolcsányi járásában.

## Fekvése
Nagytapolcsánytól 15 km-re nyugatra fekszik.

## Története
Neve a szláv lipa (= hárs) főnévből származik. 1283-ban "Lypolnuk" néven említik először. 1317-ben "Lipolnok" a neve. A Kőrösy család birtoka volt. A 16.- 17. században a Solymosi, Tapolcsányi, Thorday, a 18.-19. században a Steiger és Stummer családok birtokolták. 1715-ben szőlőskertje és 23 háza volt. 1787-ben 55 házában 391 lakos élt. 1828-ban 41 házát 282-en lakták, akik mezőgazdasággal, ezen belül főként gabona- és cukorrépa termesztéssel foglalkoztak.
Vályi András szerint "LIPOVNIK. Tót falu Nyitra várm. földes Urai Szerdahelyi, és több Uraságok, lakosai katolikusok, fekszik Sárfőnek szomszédságában, és annak filiája, földgye, réttye meg lehetős, legelője elég, szőlös kertyei, és gyűmöltsössei vannak, malma közel, piatzozása Bajnán."
Fényes Elek szerint "Lipovnik, tót falu, Nyitra vármegyében, Bajnához 1/2 órányira fekszik: 279 kath., 29 zsidó lak. F. u. többen. Ut. p. N. Tapolcsány."
A trianoni békeszerződésig Nyitra vármegye Nagytapolcsányi járásához tartozott.

## Népessége
| Év:            | 1994. | 2004.   | 2014.   | 2024.   |
| -------------- | ----- | ------- | ------- | ------- |
| Emberek száma: | 345   | 332     | 324     | 309     |
| Eltérés:       |       | -3,76 % | -2,40 % | -4,62 % |

| Év:            | 2023. | 2024.   |
| -------------- | ----- | ------- |
| Emberek száma: | 311   | 309     |
| Eltérés:       |       | -0,64 % |

1910-ben 360, túlnyomórészt szlovák anyanyelvű lakosa volt.
2001-ben 342 lakosából 337 szlovák volt.
2011-ben 326 lakosából 319 szlovák volt.

## Nevezetességei
- Szent Imre herceg tiszteletére szentelt római katolikus temploma 1775-ben épült klasszicista stílusban.

## Külső hivatkozások
- Községinfó
- Lipovnok Szlovákia térképén
- E-obce.sk Archiválva 2008. szeptember 16-i dátummal a Wayback Machine-ben